# Paraphlepsius apertus
Paraphlepsius apertus är en insektsart som beskrevs av Van Duzee 1892. Paraphlepsius apertus ingår i släktet Paraphlepsius och familjen dvärgstritar. Inga underarter finns listade i Catalogue of Life.